# Hofanlage Sebbenhausener Straße 63, 67, 69

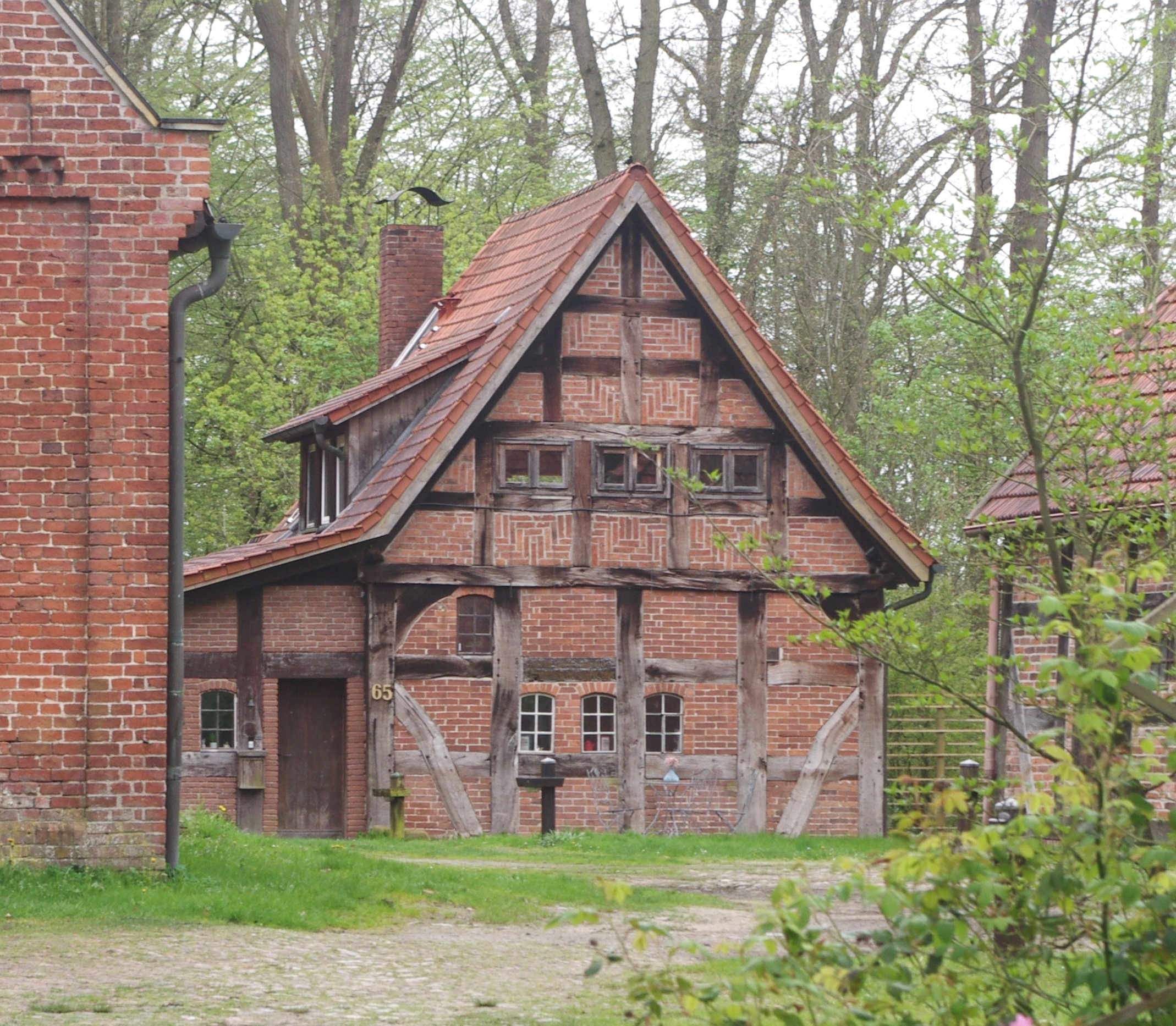
Nebengebäude, Sebbenhausener Str. 63–69

Die Hofanlage Sebbenhausener Straße 63, 67, 69 in Balge-Sebbenhausen in der niedersächsischen Samtgemeinde Weser-Aue stammt aus dem späten 19. Jahrhundert.
Aktuell (2023) wird sie landwirtschaftlich genutzt.
Die Gebäude stehen unter Denkmalschutz (siehe auch Liste der Baudenkmale in Balge)

## Beschreibung
Die Hofanlage besteht aus:
- dem eingeschossigen giebelständigen massiven verklinkerten Wohn- und Wirtschaftsgebäude von 1873 als Vierständer-Hallenhaus mit schlichter Ziegelarchitektur und Krüppelwalmdach,
- dem eingeschossigen Speicher als Hallenhaus in Fachwerk mit Ziegelausfachungen als Wandständerbau mit Innenständerreihen sowie einem Krüppelwalmdach und mit großem Tor im Giebel für eine mittige Längsdurchfahrt, umgebaut vermutlich gegen Ende des 19. Jahrhunderts zum Wohnwirtschaftsgebäude,
- der eingeschossigen Scheune in Ziegelfachwerk mit Satteldach, umgebaut zu einem Wohnhaus,
- und einem weiteren nicht denkmalgeschützten Nebengebäude in Fachwerk mit Satteldach.

Das Landesdenkmalamt befand: „… geschichtliche Bedeutung … durch beispielhafte Ausprägung einer offenen Hofanlage mit Ziegelfachwerk-Hallenhäusern …“